# Ümit Korkmaz
Ümit Korkmaz (Bécs, 1985. szeptember 17. –) osztrák válogatott labdarúgó, aki jelenleg a Karabakh Wien játékosa.

## Sikerei, díjai
- Rapid Wien:
  - Osztrák Bundesliga: 2007–08

## Külső hivatkozások
- Ümit Korkmaz az UEFA adatbázisában (angolul)
- Ümit Korkmaz – a FIFA adatbázisában
- Transfermarkt profil